# 제68회 영국 아카데미 영화상
제68회 영국 아카데미 영화상은 2014년의 최고의 영화를 기리기 위해 2015년 2월 8일에 열린 시상식이다.

## 수상 및 후보

### 작품상
- 보이후드 - 리처드 링클레이터 수상
- 그랜드 부다페스트 호텔 - 웨스 앤더슨
- 사랑에 대한 모든 것 - 제임스 마시
- 버드맨 - 알레한드로 곤잘레스 이냐리투
- 이미테이션 게임 - 모튼 틸덤

### 작품상(영국)
- 사랑에 대한 모든 것 - 제임스 마시 수상
- '71 - 얀 디맨지
- 언더 더 스킨 - 조나단 글레이저
- 프라이드 - 매튜 워처스
- 이미테이션 게임 - 모튼 틸덤
- 패딩턴 - 폴 킹

### 감독상
- 보이후드 - 리처드 링클레이터 수상
- 버드맨 - 알레한드로 곤잘레스 이냐리투
- 그랜드 부다페스트 호텔 - 웨스 앤더슨
- 사랑에 대한 모든 것 - 제임스 마시
- 위플래쉬 - 데이미언 셔젤

### 남우주연상
- 사랑에 대한 모든 것 - 에디 레드메인 수상
- 그랜드 부다페스트 호텔 - 랄프 파인즈
- 이미테이션 게임 - 베네딕트 컴버배치
- 나이트 크롤러 - 제이크 질렌할
- 버드맨 - 마이클 키튼

### 여우주연상
- 스틸 앨리스 - 줄리안 무어 수상
- 사랑에 대한 모든 것 - 펠리시티 존스
- 와일드 - 리즈 위더스푼
- 빅 아이즈 - 에이미 아담스
- 나를 찾아줘 - 로자먼드 파이크

### 남우조연상
- 위플래쉬 - J.K. 시몬스 수상
- 폭스캐처 - 마크 러팔로
- 폭스캐처 - 스티브 카렐
- 버드맨 - 에드워드 노튼
- 보이후드 - 에단 호크

### 여우조연상
- 보이후드 - 패트리샤 아퀘트 수상
- 이미테이션 게임 - 키이라 나이틀리
- 프라이드 - 이멜다 스턴톤
- 버드맨 - 엠마 스톤
- 나이트 크롤러 - 르네 루소

### 각본상
- 그랜드 부다페스트 호텔 - 웨스 앤더슨 수상
- 버드맨 - 아르만도 보 외 3명
- 보이후드 - 리처드 링클레이터
- 위플래쉬 - 데이미언 셔젤
- 나이트 크롤러 - 댄 길로이

### 각색상
- 사랑에 대한 모든 것 - 안토니 맥카튼 수상
- 이미테이션 게임 - 그레이엄 무어
- 아메리칸 스나이퍼 - 제이슨 홀
- 나를 찾아줘 - 길리언 플린
- 패딩턴 - 폴 킹

### 편집상
- 위플래쉬 - 톰 크로스 수상
- 버드맨 - 더글러스 크리즈 외 1명
- 그랜드 부다페스트 호텔 - 바니 필링
- 사랑에 대한 모든 것 - 징크스 고드프리
- 이미테이션 게임 - 윌리엄 골든버그
- 나이트 크롤러 - 존 길로이

### 촬영상
- 버드맨 - 엠마누엘 루베즈키 수상
- 그랜드 부다페스트 호텔 - 로버트 D. 예먼
- 이다 - Lukasz Zal 외 1명
- 인터스텔라 - 호이트 반 호이테마
- 미스터 터너 - 딕 포프

### 음악상
- 그랜드 부다페스트 호텔 - 알렉상드르 데스플라 수상
- 인터스텔라 - 한스 짐머
- 버드맨 - Antonio Sanchez
- 사랑에 대한 모든 것 - 요한 요한슨
- 언더 더 스킨 - 미카 레비

### 음향상
- 위플래쉬 - Thomas Curley 외 2명 수상
- 버드맨 - Thomas Varga 외 4명
- 아메리칸 스나이퍼 - Walt Martin 외 4명
- 이미테이션 게임 - 존 미그들리 외 3명
- 그랜드 부다페스트 호텔 - 웨인 레메르 외 2명

### 의상상
- 그랜드 부다페스트 호텔 - 밀레나 카노네로 수상
- 이미테이션 게임 - Sammy Sheldon Differ
- 사랑에 대한 모든 것 - 스티븐 노블
- 미스터 터너 - 재클린 듀런
- 숲속으로 - 콜린 앳우드

### 분장상
- 그랜드 부다페스트 호텔 - 프란시스 해논 외 1명 수상
- 가디언즈 오브 갤럭시 - Elizabeth Yianni-Georgiou 외 1명
- 숲속으로 - Peter Swords King 외 1명
- 미스터 터너 - 크리스틴 블런델 외 1명
- 사랑에 대한 모든 것 - 잔 스웰

### 특수시각효과상
- 인터스텔라 - 폴 J. 프랭클린 외 3명 수상
- 호빗: 다섯 군대 전투 - 피터 잭슨
- 가디언즈 오브 갤럭시 - 제임스 건
- 혹성탈출: 반격의 서막 - 맷 리브스
- 엑스맨: 데이즈 오브 퓨처 패스트 - 브라이언 싱어

### 프로덕션디자인상
- 그랜드 부다페스트 호텔 - 애덤 스톡하우젠 외 1명 수상
- 이미테이션 게임 - 마리아 듀코빅 외 1명
- 미스터 터너 - 수지 데이비스 외 1명
- 인터스텔라 - 나단 크로리 외 1명
- 빅 아이즈 - 릭 하인리츠 외 1명

### 외국어영화상
- 이다 - 파벨 포리코브스키 수상
- 런치박스 - 리테쉬 바트라
- 내일을 위한 시간 - 장 피에르 다르덴 외 1명
- 리바이어던 - 안드레이 즈비아긴체프
- 트래쉬 - 스티븐 달드리
- Outstanding Debut
- 프라이드 - 스티븐 베레스포드 외 1명 수상
- '71 - 얀 디맨지 외 1명
- 노던 소울 - 일레인 콘스탄틴
- 릴팅 - 홍 카우
- 카자키: 더 트루 스토리 - 폴 케이티스 외 1명다큐멘터리
- 시티즌포 - 로라 포이트러스 수상
- 스타로부터 스무 발자국 - 모건 네빌
- 지구에서의 2만일 - 이아인 포사이스 외 1명
- 비비안 마이어를 찾아서 - 존 말루프 외 1명
- 브룽가 - 올란도 폰 아인지델

### 단편애니메이션작품상
- 더 비거 픽쳐 - 데이지 제이콥스 수상
- 원숭이 애착실험 - 에인슬리 헨더슨 외 1명
- 아빠 - 마르쿠스 아르미타지

### 장편애니메이션작품상
- 레고 무비 - 필 로드 외 1명 수상
- 박스트롤 - 그레이엄 애나블 외 1명
- 빅 히어로 - 돈 홀 외 1명

### 단편영화작품상
- 부갈루 앤 그레이엄 - 마이클 레녹스 수상
- 더 카르만 라인 - 오스카 샤프
- 슬랩 - 닉 로우랜드
- 이모셔널 퓨즈박스 - 레이첼 턴나드
- 쓰리 브라더스 - 알림 칸

### 신인상
- 잭 오코넬 수상
- 구구 바샤-로
- 쉐일린 우들리
- 마고 로비
- 마일즈 텔러

## 같이 보기
- 제87회 아카데미상
- 제40회 세자르상
- 제67회 미국 감독 조합상
- 제28회 유럽 영화상
- 제72회 골든 글로브상
- 제35회 골든 래즈베리상
- 제21회 미국 배우 조합상
- 제67회 미국 작가 조합상